# ルワン・スウィチャーンペート
ルワン・スウィチャーンペート（หลวงสุวิชานแพทย์）はタイ王国の占星術師。タイ王国海軍少将。バンコクのエーラーワンの祠を設置に携わる。

## 略歴
サムットサコーン県生まれ。幼名は、アンという。バンコクの転入し、高校卒業。シリラート病院で医学を学ぶ。その後、出家し、ルワン・プー・トー師のもとでヴィパッサナー瞑想修行を行う。還俗して、海軍軍医として任務に就いた。軍の中で頭角を現し、少将まで出世した。軍務についていた間にもヴィパッサナー瞑想研究を続け、ルワン・ポーイー、ルワン・ポーソット、ルワン・ポージョン、ルワン・ポーパーンなどに師事した。後年スウィチャーンペートは研究を基にして吉兆、家相を見、厄払いなどの儀礼を執り行うようになったが、謝金を受け取らず、敬意を表して送られる花、蝋燭、線香のみを受け取ったといわれている。1956年のエーラーワンの祠建設の際には、多くの助言を行った。